# СПРФМО
СПРФМО (South Pacific Regional Fisheries Management Organisation) — организация, занимающаяся контролем открытых вод и ИЭЗ Южной части Тихого океана. Штаб квартира СПРФМО находится в Веллингтоне, Новая Зеландия. СПРФМО состоит из следующих подразделений: 
- Комиссия;
- Комитет по соблюдению процедур;
- Технический Комитет;
- Восточный субрегиональный руководящий Комитет;
- Комитет финансов и администрирования;
- Научный Комитет.

## История
В 2006 году Австралия, Чили и Новая Зеландия инициировали процесс устранения пробела, существовавшего в международных мерах по управлению вопросами сохранения водных биологических ресурсов и по защите биологического разнообразия окружающей среды открытого моря в южной части Тихого Океана. Как результат, была проведена серия международных совещаний, в ходе которой было решено создать региональную рыбохозяйственную организацию в южной части Тихого океана. Её стратегической задачей было – выработать комплекс мер, направленных на значительное ограничение и контроль присутствия конкурентов из стран экспедиционного промысла, притом, что основной вылов в южной части Тихого океана приходится на прибрежные страны. Цели данной организации – создание правового механизма рационального использования биоресурсов открытого моря ЮТО на основе достоверных научных знаний о биопродуктивности выработки комплекса мер, направленных на контроль прибытия и убытия кораблей стран экспедиционного промысла.
14 ноября 2009г. была принята Конвенция «О сохранении промысловых ресурсов в открытом море южной части Тихого океана» вместе с Временными мерами для содействия в работе Комиссии СПРФМО, основанной Конвенцией. Совещание проводило церемонию принятия содержания документов на английском языке и Заключительного Акта, подписанного Председателем консультаций (Биллом Мансфилдом) исполнительным секретарем временного секретаря (Робина Аллена) и следующими участниками и странами-наблюдателями: Австралия, Белиз, Чили, Китай, Острова Кука, Республика Корея, Новая Зеландия, Перу, Российская Федерация, США, Республика Тайвань. Конвенция вступила в силу 24 Августа 2012г., а первая встреча Комиссии произошла в Окленде, Новая Зеландия, с 28 января по 1 февраля 2013 года.
В соответствии с определенными границами конвенционного района прибрежными странами по отношению к запасам ВБР данной конвенции стали:
- Австралия
- Вануату
- Кирибати
- Колумбия
- Новая Зеландия
- Острова Кука
- Перу
- Тонга
- Фиджи
- Франция (в отношении заморских территорий)
- Чили
- Эквадор

Все вышеперечисленные страны, за исключением Кирибати, Колумбии, Тонга и Эквадора, подписали Заключительный акт международных консультаций на Восьмой встрече. Заключительный акт также подписали ряд стран «экспедиционного лова»: Россия, Белиз, Европейское сообщество, Канада, КНР, Республика Корея, Соединенные Штаты Америки, Фарерские острова, Япония. Кроме подписавших Заключительный акт стран, в соответствии со статьей 36, право присоединиться к Конвенции получили все участники консультаций и прибрежные страны в период с 1 февраля 2010 г. по 31 января 2011 г.  После закрытия Конвенции для подписания к ней смогут присоединиться любые другие страны, имеющие заинтересованность в рыболовстве в конвенционном районе.
На данный момент в состав Комиссии входят следующие страны:
1. Австралия;
2. Белиз;
3. Китайская Народная Республика;
4. Китайский Тайвань;
5. Новая Зеландия;
6. Европейский союз;
7. Острова Кука;
8. Республика Вануату;
9. Республика Куба;
10. Республика Чили;
11. Республика Эквадор;
12. Российская Федерация;
13. Фарерские острова (Дания);
14. Южная Корея.

Странами экспедиционного лова являются:
1. Колумбия;
2. Республика Либерия;
3. Республика Панама;
4. Республика Перу;
5. Франция.

С 2006 года проводилось несколько ежегодных Международных консультаций с целью установления режима переговоров, руководства над запасами недалеко мигрирующих рыб и защиты биоразнообразия в их морской среде обитания в областях экстерриториальных вод в Южном Тихом океане.
После успешного завершения Международных Консультаций участники провели серию встреч Предварительной Конференции, чтобы подготовиться к первой встрече Комиссии Южной Тихоокеанской Региональной управленческой Организации Рыболовства (СПРФМО), которая имела место с 28 января до 1 февраля 2013 г.

## Подразделения организации и их деятельность

### Комиссия
Встречи Комиссии проходят ежегодно с 2013 года. Главный председатель Комиссии на сегодняшний день – Гордон Нил (Австралия). Вице-председатель - чилиец Освальдо Уррутия.
На данный момент в Комиссию входят следующие страны:
- Австралия;
- Белиз;
- Китайская Народная Республика;
- Китайский Тайвань;
- Новая Зеландия;
- Европейский союз;
- Острова Кука;
- Республика Вануату;
- Республика Куба;
- Республика Чили;
- Республика Эквадор;
- Российская Федерация;
- Фарерские острова (Дания);
- Южная Корея.

Каждый год во время заседаний Комиссии могут быть пересмотрены старые или приняты новые Меры по сохранению. Меры по сохранению СПРФМО определяют рамки рыболовной деятельности организации в областях экстерриториальных вод в Южном Тихом океане. На данный момент существует 12 Мер по сохранению, разбирающие различные положения условия например применение технических мер или контроля затрат и производительности (1.02, 2.03, 2.04 и 3.01), требования к сбору данных и отчетности (ШМ 3.02), а также порядки мониторинга, контроля и наблюдения (2.05, 2.06, 2.07, 3.03, 3.04 и 3.05) и контроль за исполнением (1.04).

### Комитет по соблюдению процедур и технический комитет
Председателем комитета является Освальдо Уррутия (Чили). Вице-председатель – Ван Шень (Китай). Встречи Комитета проводятся предварительно до заседаний Комиссии. Первая встреча данного комитета была проведена во время Второго заседания Комиссии в г. Манта, Республика Эквадор 27-31 января 2014г. Вторая встреча проводилась 30-31 января 2014 г. в г. Окленд, Новая Зеландия.

### Восточный субрегиональный руководящий Комитет
Данный Комитет проводит встречи в период заседаний Комиссии. Первая встреча данного комитета была проведена во время Второй встречи Комиссии в г. Манта, Республика Эквадор 27-31 января 2014г.

### Комитет финансов и администрирования
Председателем этого Комитета является Дэвид Долфин (Новая Зеландия). Вице-председатель – Дживон Юн (Корея). Данный Комитет проводит встречи в период заседаний Комиссии. Комитет уже проводил два заседания, и вторая встреча проходила во время 3-го заседания Комиссии в Окленде, Новая Зеландия со 2 по 6 февраля 2015 года.

### Научный Комитет
Председателем Научного комитета является Доктор Джеймс Ианелли. Вице-председатель - Нильс Хинтзен.
Научный комитет организовал две рабочие группы по рыболовному промыслу и согласился проводить их ежегодные встречи: рабочая группа по тихоокеанской ставриде и рабочая группа по глубоководным видам. Научный комитет согласился с протоколом подачи документов на заседание Комиссии и с принципами ежегодных национальных докладов. Текущая исследовательская программа Научного комитета была составлена в 2013 году.
Третья встреча научного комитета проводилась в Порт Вила, Вануату с 28 сентября по 3 октября 2015г. Перед встречей состоялся симпозиум по ознакомлению с данными с 24 по 26 сентября. В конце каждой встречи создается отчет Научного комитета.

### Международные консультации и подготовительные конференции
Эти заседания проводятся с целью записи всех проведенных встреч и предварительных мер, которые были приняты предварительно перед Встречи комиссии (январь/февраль 2013г.).
Существуют отдельные подразделения:
- Международные консультации и следующие за Конвенции;
- Подготовительная конференция, заседание и итоги;
- результаты встреч Научных рабочих групп;
- встречи Рабочих групп по данным и информации и;
- различные Промежуточные меры по руководству, принятые как и во время Международных консультаций, так и во время Подготовительной конференции.

## Основные документы
14 ноября 2009 года была принята Конвенция «О сохранении промысловых ресурсов в открытом море южной части Тихого океана» вместе с Временными мерами для содействия в работе Комиссии СПРФМО, основанной Конвенцией. Совещание проводило церемонию принятия содержания документов на английском языке и Заключительного Акта, подписанного Председателем консультаций (Биллом Мансфилдом) исполнительным секретарем временного секретаря (Робина Аллена) и следующими участниками и странами-наблюдателями: Австралия, Белиз, Чили, Китай, Острова Кука, Республика Корея, Новая Зеландия, Перу, Российская Федерация, США, Республика Тайвань. Конвенция вступила в силу 24 Августа 2012г., а первая встреча Комиссии произошла в Окленде, Новая Зеландия, с 28 января по 1 февраля 2013 года.
Предварительная Конференция провела три сессии, устроенные  Новой Зеландией (19-23 июля 2010г.), Колумбией (24-28 января 2011г.) и Республикой Чили (30 января - 3 февраля 2012г.). Соглашение вступило в силу 24 августа 2012 г., и первая встреча Комиссии была проведена в Окленде, Новая Зеландия, с 28 января до 1 февраля 2013г., по итогам которой был получен «Итоговый отчет по Предварительной Конференции».
«Правила и Регулирования 2015 года» включают в себя:
- Правила проведения процедуры – приняты на Третьем заседании Комиссии;
- Финансовые регламенты  Комиссии – приняты на Третьем заседании Комиссии;
- Правила для стран «экспедиционного лова» (Решение 1.02 было принято на Третьем заседании Комиссии).

Кроме того,  есть соглашение между МИДом Новой Зеландии и СПРФМО об установлении штаб-квартиры организации в Новой Зеландии, г. Веллингтон, а также документ, подписанный обеими сторонами, в котором обозначаются дипломатические привилегии и указывается, при каких условиях дипломатические представители сторон СПРФМО имеют право пользоваться привилегиями и иммунитетом (2014).

## Рыболовство
Знание о распространении и расширении коммерческого рыболовства в области экстерриториальных вод в Южном Тихом океане ограничено. Эксплуатирование и целевое коммерческое рыболовство были нацелены на использование этого места еще с 1970-х годов.
Коммерческое рыболовство намеревалось сконцентрироваться в областях высокой продуктивности, где есть апвеллинг питательных веществ, часто зависящий от подводных возвышенностей и рифов. Подводные возвышенности и рифы - единственные места, где глубинные рыбы относительно близко находятся  к поверхности океана. Существует множество подводных возвышенностей и хребтов в области экстерриториальных вод Южного Тихого океана, но следующие являются наиболее крупными: хребет Лорд-Хау (подводный хребет), южный Тасманский хребет и подводный горный хребет Льюисвилль. Там обитают тесно связанные между собой разновидности рыб, взаимодействующие между собой.
Рыболовство в Южной части Тихого океана может быть разбито на несколько категорий:
- донное (на беспозвоночные виды, которые живут на морском дне);
- глубоководное (на рыбу, обитающую на дне);
- пелагическое (на рыбу и креветок, обитающих на поверхности или на среднем слою воды).

Коммерческое рыболовство на обитателей донного и глубоководного уровней запрещено, если глубина вод ниже 1500 метров. Доминирующими глубоководными видами рыб, которых ловят в коммерческих целях, являются Атлантический большеголов, ореосомовые, берикс, и блуноуз.            Рыболовство на пелагическом уровне проводится независимо от глубины, но он взаимодействует с апвеллигом питательных веществ. Основной пелагический вид, который ловят в коммерческих целях - тихоокеанская ставрида.
В данное время используемые методы включают в себя кошельковый промысел, пелагический траловый промысел, глубинный траловый промысел, вылов на пелагическом ярусе, на донном ярусе и ловушечный промысел.

## Обитатели региона и экосистема
Учитывая ширину и глубину  большей части южного тихого океана, исследование биоразнообразия областей экстерриториальных вод в Южном Тихом океане находится до сих пор на ранней стадии развития. Свежие илистые отложения в грязи, состоящие из множества aminiferans (микроскопические, одноклеточные, раковинные живые организмы) превосходят на дне океана.  Иглокожие (морские ежи, морские звезды, хрупкие звезды, морские огурцы и crinoids) доминируют на больших глубинах (3000-6000 м). На более мелких глубинах подводные горы, отмели (рифы), подводные горные гряды во власти нижних беспозвоночных, таких как омары и крабы и рыбы, или живущие около основания, например оранжевый большеголов и берикс.  Над морем есть множество морских птиц, которые тратят существенную часть их жизни на добычу пропитания в морской среде Южного Тихого океана.
Важными пелагическими видами в экстерриториальных водах Южного Тихого океана, не считая далеко мигрирующих (тунец), являются тихоокеанская ставрида, чуб скумбрия, кальмар Гумбольдта и другие виды кальмаров.